# Lijst van musicalfilms
Dit is een lijst van musicalfilms, in chronologische volgorde.

## 1920-1929
- The Jazz Singer
- The King of Jazz
- Sunny Side Up

## 1930-1939
- 42nd Street
- Le Million
- Love Me Tonight
- Hit the Deck
- One Hour with You
- Broadway Melody of 1933
- The Firefly
- Footlight Parade
- The Great Ziegfeld
- On the Avenue
- One Hour with You
- Rose-Marie
- Sing as We Go
- Swing Time
- Top Hat
- The Wizard of Oz

## 1940-1949
- Anchors Aweigh
- Cover Girl
- Easter Parade
- The Gang's All Here
- Good News
- The Harvey Girls
- Holiday Inn
- The Jolson Story
- Meet Me in St. Louis
- On the Town
- State Fair
- Take Me Out to the Ballgame
- Yankee Doodle Dandy

## 1950-1959
- An American in Paris
- Annie Get Your Gun
- Athena
- The Band Wagon
- Be My Love
- Brigadoon
- By the Light of the Silvery Moon
- Calamity Jane
- Carousel
- The Court Jester
- Daddy Long Legs
- Damn Yankees
- The Desert Song
- Funny Face
- Gentlemen Prefer Blondes
- Gigi
- The Glass Slipper
- Guys and Dolls
- Hans Christian Andersen
- High Society
- Hit the Deck
- It's Always Fair Weather
- Jailhouse Rock
- The King and I
- Kismet
- Kiss Me Kate
- Les Girls
- Let's Dance
- Li'l Abner
- Living It Up
- Lovely to Look At
- Meet Me in St. Louis
- Merry Andrew
- Oklahoma!
- On Moonlight Bay
- Rose-Marie
- Royal Wedding
- Sailor Beware
- Seven Brides for Seven Brothers
- Show Boat
- Silk Stockings
- Singin' in the Rain
- Some Like It Hot
- South Pacific
- A Star Is Born
- Tea for Two
- The Girl Can't Help It
- There's No Business Like Show Business
- Three Sailors and a Girl
- Walking My Baby Back Home
- White Christmas

## 1960-1969
- Bye Bye Birdie
- Camelot
- Chitty Chitty Bang Bang
- Cinderella
- Les Demoiselles de Rochefort
- Doctor Dolittle
- Finian's Rainbow
- Funny Girl
- A Funny Thing Happened on the Way to the Forum
- Hello, Dolly!
- Mary Poppins
- My Fair Lady
- Oliver!
- Paint Your Wagon
- Les Parapluies de Cherbourg
- Pickwick
- Robin and the Seven Hoods
- The Sound of Music
- West Side Story

## 1970-1979
- All That Jazz
- Bedknobs and Broomsticks
- Cabaret
- Fiddler on the Roof
- Funny Lady
- Godspell
- Grease
- Hair
- Jesus Christ Superstar
- A Little Night Music
- Mame
- The Muppet Movie
- On a Clear Day You Can See Forever
- The Rocky Horror Picture Show
- Saturday Night Fever
- Scrooge
- The Slipper and the Rose
- A Star Is Born
- Tommy
- Willy Wonka & the Chocolate Factory

## 1980-1989
- Annie
- The Blues Brothers
- A Chorus Line
- Dirty Dancing
- Fame
- Flashdance
- Footloose
- The Frog Prince
- Grease 2
- The Great Muppet Caper
- Heavy Metal Parking Lot
- De kleine zeemeermin (animatiefilm)
- Little Shop of Horrors
- Polly
- Purple Rain
- Trick or Treat
- Victor/Victoria
- Xanadu
- Yentl

## 1990-1999
1991
- Beauty and the Beast (animatiefilm)
- The Commitments

1992
- Aladdin (animatiefilm)
- Newsies

1993
- The Nightmare Before Christmas (animatiefilm)

1995
- Bye Bye Birdie

1996
- Beavis and Butt-head Do America (animatiefilm)
- Everyone Says I Love You
- Evita

1997
- Anastasia (animatiefilm)
- Cats Don't Dance (animatiefilm)
- Cinderella
- Spice World

## 2000-2009
2000
- Dancer in the Dark
- Coyote Ugly
- O Brother, Where Art Thou?

2001
- 8 femmes
- Moulin Rouge!
- Hedwig and the Angry Inch
- Rock Star
- South Pacific

2002
- Barbershop
- Chicago
- Crossroads
- 8 Mile

2003
- The Lizzie McGuire Movie
- The Music Man
- School of Rock

2004
- A Christmas Carol
- Beyond the Sea
- De-Lovely
- Les Choristes
- The Phantom of the Opera
- Stuck in the Suburbs

2005
- Asphalt Beach
- Boss'n Up
- Elvis in Paradise
- The Goddess
- The Producers
- Reefer Madness: The Movie Musical
- Rent
- Southland Tales

2006
- High School Musical
- Walk the Line

2007
- Hairspray
- High School Musical 2
- Sweeney Todd: The Demon Barber of Fleet Street

2008
- Camp Rock
- Camp Rock 2: The Final Jam
- High School Musical 3: Senior Year
- Mamma Mia!

## 2010-2019
2010
- Maximum Shame

2012
- Les Misérables
- Pitch Perfect

2014
- Into the Woods

2015
- Pitch Perfect 2

2016
- Ballerina
- Emo the Musical
- La La Land
- Sing Street
- Trolls

2017
- Anna and the Apocalypse
- Beauty and the Beast
- Coco
- Jeannette, l'Enfance de Jeanne d'Arc
- Love Beats Rhymes
- My Little Pony: The Movie
- Pitch Perfect 3
- Roxanne Roxanne
- Tangled: Before Ever After
- The Greatest Showman

2018
- Mamma Mia! Here We Go Again
- Mary Poppins Returns
- Zombies

2019
- Aladdin
- Cats
- Frozen 2
- Steven Universe: The Movie
- The Lion King

## 2020-heden
2020
- Black Is King
- Eurovision Song Contest: The Story of Fire Saga
- Hamilton
- Jingle Jangle: A Christmas Journey
- Over the Moon
- The Prom
- Zombies 2

2021
- Dear Evan Hansen
- Encanto
- In the Heights
- Sing 2
- Tick, Tick... Boom!
- Vivo
- West Side Story

2022
- Better Nate Than Ever
- Carmen
- Disenchanted
- Lyle, Lyle, Crocodile
- The Magic Flute
- Matilda
- Pinocchio
- Zombies 3

2023
- Ladybug & Cat Noir: The Movie
- The Color Purple
- The Little Mermaid
- Trolls Band Together
- Wish
- Wonka

2024
- Joker: Folie à Deux
- Wicked